# Coppa di Polonia 2018-2019 (pallavolo maschile)
La Coppa di Polonia 2018-2019 si è svolta dal 17 ottobre 2018 al 27 gennaio 2019: al torneo hanno partecipato ventisei squadre di club polacche e la vittoria finale è andata per la settima volta allo ZAKSA.

## Regolamento
Le squadre hanno disputato primo turno, secondo turno, terzo turno, quarto turno, quarti di finale, semifinali e finale.

## Squadre partecipanti
| - Będzin II - Bielsko-Bialskie - Bielsko-Bialskie II - Czarni Radom - GOSiR Mrozy - Herkules Sulejówek - Jastrzębski Węgiel - Kozienice - Lechia | - LKPS - MOSiR Sieradz - Norwid Częstochowa - ONICO Warszawa - Powiślak Końskowola - Siedlce - Skra Bełchatów - Ślepsk Suwałki - Słupca | - SMS Spała - SMS Spała II - Stal Grudziądz - Stal Nysa - Tychy - Warta Zawiercie - Września - ZAKSA |

## Torneo

### Tabellone
|  | Quarti             | Quarti |  |                    | Semifinali      | Semifinali |  |       | Finale             | Finale |
|  |                    |        |  |                    |                 |            |  |       |                    |        |
|  | ZAKSA              | 3      |  |                    |                 |            |  |       |                    |        |
|  | ZAKSA              | 3      |  |                    |                 |            |  |       |                    |        |
|  | Skra Bełchatów     | 0      |  |                    |                 |            |  |       |                    |        |
|  | Skra Bełchatów     | 0      |  | ZAKSA              | 3               |            |  |       |                    |        |
|  |                    |        |  | ZAKSA              | 3               |            |  |       |                    |        |
|  |                    |        |  |                    | Warta Zawiercie | 1          |  |       |                    |        |
|  | Czarni Radom       | 1      |  |                    | Warta Zawiercie | 1          |  |       |                    |        |
|  | Czarni Radom       | 1      |  |                    |                 |            |  |       |                    |        |
|  | Warta Zawiercie    | 3      |  |                    |                 |            |  |       |                    |        |
|  | Warta Zawiercie    | 3      |  |                    |                 |            |  | ZAKSA | 3                  |        |
|  |                    |        |  |                    |                 |            |  | ZAKSA | 3                  |        |
|  |                    |        |  |                    |                 |            |  |       | Jastrzębski Węgiel | 1      |
|  | Bielsko-Bialskie   | 0      |  |                    |                 |            |  |       | Jastrzębski Węgiel | 1      |
|  | Bielsko-Bialskie   | 0      |  |                    |                 |            |  |       |                    |        |
|  | Jastrzębski Węgiel | 3      |  |                    |                 |            |  |       |                    |        |
|  | Jastrzębski Węgiel | 3      |  | Jastrzębski Węgiel | 3               |            |  |       |                    |        |
|  |                    |        |  | Jastrzębski Węgiel | 3               |            |  |       |                    |        |
|  |                    |        |  |                    | ONICO Warszawa  | 0          |  |       |                    |        |
|  | Stal Nysa          | 1      |  |                    | ONICO Warszawa  | 0          |  |       |                    |        |
|  | Stal Nysa          | 1      |  |                    |                 |            |  |       |                    |        |
|  | ONICO Warszawa     | 3      |  |                    |                 |            |  |       |                    |        |
|  | ONICO Warszawa     | 3      |  |                    |                 |            |  |       |                    |        |

### Risultati

#### Primo turno
| 17 ottobre 2018 ?, ? Durata: ? - Spettatori: ?                          | Herkules Sulejówek  | 1 - 3 | SMS Spała     | 19-25, 25-22, 15-25, 18-25 |
| 17 ottobre 2018 Hala sportowa Łagisza, Będzin Durata: ? - Spettatori: ? | Będzin II           | 0 - 3 | MOSiR Sieradz | 12-25, 17-25, 31-33        |
| 17 ottobre 2018 ?, ? Durata: ? - Spettatori: ?                          | Powiślak Końskowola | 1 - 3 | Kozienice     | 13-25, 25-21, 18-25, 21-25 |
| 17 ottobre 2018 ?, ? Durata: ? - Spettatori: ?                          | GOSiR Mrozy         | 1 - 3 | LKPS          | 25-22, 15-25, 17-25, 14-25 |

#### Secondo turno
| 21 novembre 2018 ?, ? Durata: ? - Spettatori: ?                                     | Słupca              | 0 - 3 | Lechia             | 12-25, 23-25, 13-25               |
| 21 novembre 2018 ?, ? Durata: ? - Spettatori: ?                                     | MOSiR Sieradz       | 3 - 1 | Września           | 25-20, 23-25, 25-22, 25-22        |
| 21 novembre 2018 Hala Widowiskowo-Sportowa, Bielsko-Biała Durata: ? - Spettatori: ? | Bielsko-Bialskie II | 0 - 3 | Stal Nysa          | 20-25, 20-25, 12-25               |
| 21 novembre 2018 ?, ? Durata: ? - Spettatori: ?                                     | Kozienice           | 0 - 3 | Siedlce            | 19-25, 21-25, 23-25               |
| 21 novembre 2018 ?, ? Durata: ? - Spettatori: ?                                     | Stal Grudziądz      | 1 - 3 | Ślepsk Suwałki     | 25-27, 25-22, 21-25, 17-25        |
| 21 novembre 2018 Hala widowiskowo-sportowa, Tychy Durata: ? - Spettatori: ?         | Tychy               | 1 - 3 | Bielsko-Bialskie   | 21-25, 21-25, 26-24, 19-25        |
| 21 novembre 2018 ?, ? Durata: ? - Spettatori: ?                                     | LKPS                | 3 - 0 | SMS Spała II       | 25-18, 25-15, 26-24               |
| 28 novembre 2018 Centralny Ośrodek Sportu, Varsavia Durata: ? - Spettatori: ?       | SMS Spała           | 3 - 2 | Norwid Częstochowa | 28-30, 23-25, 25-23, 25-23, 15-11 |

#### Terzo turno
| 11 dicembre 2018 ?, ? Durata: ? - Spettatori: ?                               | LKPS          | 2 - 3 | Bielsko-Bialskie | 23-25, 25-22, 25-19, 23-25, 12-15 |
| 12 dicembre 2018 ?, ? Durata: ? - Spettatori: ?                               | MOSiR Sieradz | 0 - 3 | Stal Nysa        | 22-25, 18-25, 17-25               |
| 13 dicembre 2018 Centralny Ośrodek Sportu, Varsavia Durata: ? - Spettatori: ? | SMS Spała     | 1 - 3 | Lechia           | 17-25, 25-21, 22-25, 23-25        |
| 20 dicembre 2018 Hala ARM Siedlce, Siedlce Durata: ? - Spettatori: ?          | Siedlce       | 0 - 3 | Ślepsk Suwałki   | 20-25, 22-25, 23-25               |

#### Quarto turno
| 16 gennaio 2019 Hala OSiR Suwałki, Suwałki Durata: ? - Spettatori: ? | Ślepsk Suwałki | 1 - 3 | Bielsko-Bialskie | 21-25, 25-19, 18-25, 16-25 |
| 16 gennaio 2019 Hala Sportowa PWSZ, Nysa Durata: ? - Spettatori: ?   | Stal Nysa      | 3 - 1 | Lechia           | 25-21, 23-25, 25-18, 25-23 |

#### Quarti di finale
| 23 gennaio 2019 Hala Azoty, Kędzierzyn-Koźle Durata: ? - Spettatori: ?             | ZAKSA            | 3 - 0 | Skra Bełchatów     | 25-16, 25-19, 28-26        |
| 23 gennaio 2019 Hala Widowiskowo-Sportowa, Bielsko-Biała Durata: ? - Spettatori: ? | Bielsko-Bialskie | 0 - 3 | Jastrzębski Węgiel | 19-25, 20-25, 14-25        |
| 23 gennaio 2019 Hala MOSiR, Radom Durata: ? - Spettatori: ?                        | Czarni Radom     | 1 - 3 | Warta Zawiercie    | 18-25, 19-25, 25-23, 21-25 |
| 23 gennaio 2019 Hala Sportowa PWSZ, Nysa Durata: ? - Spettatori: ?                 | Stal Nysa        | 1 - 3 | ONICO Warszawa     | 18-25, 25-21, 21-25, 18-25 |

#### Semifinali
| 26 gennaio 2019 Sala del Centenario, Breslavia Durata: ? - Spettatori: ? | ZAKSA              | 3 - 1 | Warta Zawiercie | 25-19, 25-20, 20-25, 25-17 |
| 26 gennaio 2019 Sala del Centenario, Breslavia Durata: ? - Spettatori: ? | Jastrzębski Węgiel | 3 - 0 | ONICO Warszawa  | 25-22, 25-23, 25-14        |

#### Finale
| 27 gennaio 2019 Sala del Centenario, Breslavia Durata: ? - Spettatori: ? | ZAKSA | 3 - 1 | Jastrzębski Węgiel | 25-20, 25-13, 25-27, 25-17 |

## Premi individuali
| Premio                | Nome              | Squadra            |
| --------------------- | ----------------- | ------------------ |
| MVP                   | Aleksander Śliwka | ZAKSA              |
| Miglior attaccante    | Łukasz Kaczmarek  | ZAKSA              |
| Miglior muro          | Łukasz Wiśniewski | ZAKSA              |
| Miglior servizio      | Dawid Konarski    | Jastrzębski Węgiel |
| Miglior palleggiatore | Benjamin Toniutti | ZAKSA              |
| Miglior ricevitore    | Rafał Szymura     | ZAKSA              |
| Miglior difesa        | Paweł Zatorski    | ZAKSA              |